# Ситникове (заказник)
Си́тникове — гідрологічний заказник місцевого значення. Розташований у межах Кобеляцького району Полтавської області, біля села Іванівки, що на схід від міста Кобеляків.
Площа природоохоронної території 300 га. Створений 1982 р.
Охороняється природний лучно-болотний комплекс.